# Port lotniczy Ałdan
Port lotniczy Ałdan (IATA: ADH, ICAO: UEEA) – port lotniczy położony 1 km na wschód od Ałdanu i 450 km od Jakucka, w Jakucji, w Rosji.